# Londi
Londi – wieś w Estonii, prowincji Valga, w gminie Karula.